# 3611 Dabu
3611 Dabu è un asteroide della fascia principale. Scoperto nel 1981, presenta un'orbita caratterizzata da un semiasse maggiore pari a 2,7923717 UA e da un'eccentricità di 0,2131943, inclinata di 8,46245° rispetto all'eclittica.
L'asteroide è dedicato alla contea cinese di Dabu, nel Guangdong.